# 3 aprile
Il 3 aprile è il 93º giorno del calendario gregoriano (il 94º negli anni bisestili). Mancano 272 giorni alla fine dell'anno.

## Eventi
- 503 a.C. – Secondo i Fasti triumphales, il console romano Publio Postumio Tuberto indice un'ovazione per festeggiare una vittoria contro i Sabini;
- 33 – Data ipotizzata della crocifissione e morte di Gesù di Nazareth;
- 686 – Il re Maya Yuknoom Yich'aak K'ahk' viene incoronato sovrano di Calakmul;
- 1043 – Edoardo il Confessore viene incoronato re d'Inghilterra da Eadsige, arcivescovo di Canterbury;
- 1077 – Viene costituito il Principato ecclesiastico di Aquileia, feudo diretto del Sacro Romano Impero, sotto il controllo del patriarca Sigeardo di Beilstein;
- 1282 – La città di Naro nel contesto dei Vespri siciliani si libera dalla dominazione francese in seguito all'uccisione del governatore e di tutti i soldati a guardia del castello;
- 1569 – Viene istituito il seminario di Albenga da parte del vescovo Carlo Cicada, assieme al collegio e alle scuole superiori che permettono di accedere all'Università;
- 1815 – Guerra austro-napoletana: l'esercito napoletano di Gioacchino Murat conquista Bologna e poi sconfigge l'esercito austriaco comandato da Federico Bianchi nella battaglia del Panaro;
- 1860 – Stati Uniti d'America: partenza della prima corsa di un pony express da St. Joseph, Missouri a Sacramento, California; sarà completata il 13 aprile[1];
- 1865 – La capitale confederata viene trasferita da Richmond, Virginia, catturata dalle forze nemiche, a Danville;
- 1883 – Jesse James viene ucciso da Robert Ford;
- 1885 – Gottlieb Daimler brevetta in Germania il progetto di un suo motore a scoppio;
- 1896 – Esce il primo numero de La Gazzetta dello Sport, nata dalla fusione delle precedenti pubblicazioni Il ciclista e La tripletta;
- 1922 – Stalin diventa Segretario generale del Partito comunista dell'Unione Sovietica;
- 1929 – Viene ordinata la costruzione della nave RMS Queen Mary della Cunard Line;
- 1936
  - Guerra d'Etiopia: inizia la battaglia del lago Ascianghi;
  - Richard Bruno Hauptmann viene giustiziato per il rapimento e l'uccisione del figlio del pioniere del volo Charles Lindbergh;
- 1942 – Seconda guerra mondiale: le forze giapponesi iniziano l'assalto alla penisola di Bataan controllata da USA e Filippine; Bataan cadrà il 9 aprile;
- 1946 – Il generale giapponese Masaharu Honma viene giustiziato fuori Manila (Filippine) per aver guidato la Marcia della morte di Bataan;
- 1948 – Il presidente USA Harry Truman firma il Piano Marshall che autorizza aiuti per 5 miliardi di dollari a sedici Paesi;
- 1955 – La American Civil Liberties Union annuncia che difenderà lo scrittore Allen Ginsberg accusato d'oscenità per il libro Urlo;
- 1956 – La parte occidentale della penisola inferiore del Michigan viene colpita da un violento tornado di classe F5 della Scala Fujita che causerà la morte di 40 persone;
- 1961 – Per celebrare l'imminente viaggio del presidente Giovanni Gronchi in America Latina viene messo in vendita il francobollo celebrativo Gronchi rosa, subito ritirato per via di un errore di stampa;
- 1968 – Martin Luther King Jr. tiene il suo celebre discorso Mountaintop;
- 1969 – Guerra del Vietnam: il Segretario della difesa degli Stati Uniti d'America Melvin Robert Laird annuncia l'inizio della strategia politica conosciuta come "vietnamizzazione";
- 1973 – Martin Cooper effettua la prima telefonata con un telefono cellulare portatile;
- 1974 – 148 tornado colpiscono 13 diversi Stati americani in 26 ore, fenomeno record nella storia della meteorologia; il bilancio del loro passaggio sarà di 315 morti e quasi 5.500 feriti;
- 1975 – Lo scacchista Bobby Fischer rinuncia a giocare contro Anatolij Karpov, lasciando a questi il titolo;
- 1989 – Incidente ferroviario di San Severo: alle 16:12 il treno locale 12472 Bari Centrale - San Severo delle FS entra a velocità eccessiva nella stazione di San Severo (FG) schiantandosi e distruggendo parte dell'edificio: nell'incidente perdono la vita otto persone, di cui sei ferrovieri, e si registrano 20 feriti;
- 1996 – Un aereo della Air Force USA con a bordo il Segretario al Commercio degli Stati Uniti d'America Ron Brown precipita in Croazia: morti tutti i 35 occupanti;
- 1997 – Guerriglieri islamici irrompono del villaggio di Thalit, Algeria, sgozzando 52 dei 53 abitanti e poi dando fuoco a tutte le case;
- 2000 – La Microsoft di Bill Gates viene accusata di violazione delle leggi USA sull'antitrust per aver occupato una posizione di preminenza rispetto alla concorrenza[2];
- 2003
  - Guerra d'Iraq: durante la notte forze statunitensi appartenenti alla 3ª Divisione di Fanteria attaccano l'aeroporto di Baghdad;
  - Italia: approvato il progetto MOSE per proteggere Venezia dall'acqua alta;
- 2004 – Alcuni terroristi islamici coinvolti negli attentati dell'11 marzo 2004 a Madrid, circondati dalla polizia, si tolgono la vita nel loro appartamento;
- 2009 – Esce il Nintendo DSi;
- 2010 – La Apple dà il via alle vendite dell'iPad negli Stati Uniti;
- 2013 – 99 persone muoiono negli alluvioni di La Plata e Buenos Aires, in Argentina;
- 2016 – Si svolge il 100º Giro delle Fiandre;
- 2017 – Attentato terroristico a San Pietroburgo (Russia) di matrice fondamentalista islamica, rivendicato dall'ISIS.

## Nati
Ci sono circa 1 180 voci su persone nate il 3 aprile; vedi la pagina Nati il 3 aprile per un elenco descrittivo o la categoria Nati il 3 aprile per un indice alfabetico.

## Morti
Ci sono circa 520 voci su persone morte il 3 aprile; vedi la pagina Morti il 3 aprile per un elenco descrittivo o la categoria Morti il 3 aprile per un indice alfabetico.

## Feste e ricorrenze

### Civili
- Friuli-Venezia Giulia: Fieste de Patrie dal Friûl, festa del popolo friulano, anniversario della nascita della patria del Friuli, nel 1077.

### Religiose
Cristianesimo:
- Santi Cresto e Pappo, martiri
- San Giovanni I di Napoli, vescovo
- San Giuseppe l'Innografo, monaco a Costantinopoli
- San Luigi Scrosoppi, sacerdote
- San Niceta di Medikion, egumeno
- San Riccardo di Chichester, vescovo, protettore dei cocchieri
- San Sisto I, papa
- Sant'Ulpiano di Tiro, martire
- Beati Ezechiele Huerta Gutiérrez e Salvatore Huerta Gutiérrez, laici e martiri
- Beato Francisco Solís Pedrajas, sacerdote e martire
- Beato Gandolfo Sacchi, francescano
- Beato Giovanni da Penna San Giovanni
- Beato Giovanni di Gesù e Maria (Juan Otazua y Madariaga), martire
- Beato Lorenzo Pak Chwi-deuk, martire
- Beata Maria Teresa Casini, fondatrice delle Suore oblate del Sacro Cuore di Gesù
- Beato Piotr Edward Dankowski, sacerdote e martire
- Beati Robert Middleton e Thurston Hunt, martiri

Religione romana antica e moderna:
* Natale di Quirino

## Letteratura
- Lunedì 3 aprile 1882, Enrico, piccolo protagonista di Cuore di Edmondo De Amicis, scrive nel suo diario di aver assistito all'arrivo di re Umberto I di Savoia a Torino.